# Fenilefrina
La fenilefrina es un fármaco adrenérgico α1 agonista. Se indica, comúnmente, como descongestionante nasal en los medicamentos antigripales. En el medio hospitalario, se prescribe como vasoconstrictor en casos de hipotensión que no responda a terapia con cristaloides (solución salina normal o lactato de ringer). En oftalmología, es útil como vaso dilatador pupilar; y en urología, es coadyuvante en el tratamiento de la incontinencia urinaria.
La fenilefrina es una catecolamina sintética, tienen la estructura distintiva de un anillo de benceno con dos grupos hidroxilos (catecol), una cadena intermedia y un grupo amino terminal. Es un fármacos análogo a la noradrenalina segregada por el cuerpo, con efectos agonistas α1 y escaso efecto beta adrenérgico. 
| catecolamina | descripción | Moléculas Representativas     |
| naturales    | Las catecolaminas naturales son producidas en el cuerpo humano, actúan como neurotransmisores y hormonas. Son liberadas en respuesta al estrés y están involucradas en la regulación del sistema nervioso simpático.         | Epinefrina (adrenalina)       |
| naturales    | Las catecolaminas naturales son producidas en el cuerpo humano, actúan como neurotransmisores y hormonas. Son liberadas en respuesta al estrés y están involucradas en la regulación del sistema nervioso simpático.         | Norepinefrina (noradrenalina) |
| naturales    | Las catecolaminas naturales son producidas en el cuerpo humano, actúan como neurotransmisores y hormonas. Son liberadas en respuesta al estrés y están involucradas en la regulación del sistema nervioso simpático.         | Dopamina                      |
| sintéticas   | Las catecolaminas sintéticas son compuestos químicos diseñados para tener efectos similares a los naturales. Se utiliza con fines médicos, particularmente, para el tratamiento de afecciones como la hipotensión y el asma. | Isoproterenol                 |
| sintéticas   | Las catecolaminas sintéticas son compuestos químicos diseñados para tener efectos similares a los naturales. Se utiliza con fines médicos, particularmente, para el tratamiento de afecciones como la hipotensión y el asma. | Dobutamina                    |
| sintéticas   | Las catecolaminas sintéticas son compuestos químicos diseñados para tener efectos similares a los naturales. Se utiliza con fines médicos, particularmente, para el tratamiento de afecciones como la hipotensión y el asma. | Fenilefrina                   |

### Historia
Fue desarrollada por primera vez en la década de 1930 por Friedrich Stolz, un químico farmacéutico alemán que trabajó para la empresa farmacéutica Schering AG en Berlín. Stolz buscaba un sustituto más seguro para la efedrina (fármaco utilizado en ese momento para tratar la hipotensión y la congestión nasal), pero que tenía efectos secundarios no deseados, como la estimulación del sistema nervioso central y la hipertensión arterial.
Stolz sintetizó la fenilefrina a partir de la noradrenalina, un neurotransmisor natural que actúa como vasoconstrictor en el cuerpo humano. La fenilefrina tiene una estructura química similar a la noradrenalina, pero tiene una mayor afinidad por los receptores adrenérgicos α1, especialmente por el subtipo 1A, lo que le permite producir una vasoconstricción más sostenida que la noradrenalina.
Inicialmente, la fenilefrina se utilizó principalmente como un tratamiento para la hipotensión. En la década de 1940, la capacidad para reducir la inflamación y la congestión nasal de la epinefrina en las vías respiratorias superiores, fue propuesta como un componente de los medicamentos para el alivio de los síntomas de la gripe.
En la década de 1970, la fenilefrina comenzó a ser ampliamente utilizada en medicamentos de venta libre para la congestión nasal. En la actualidad, se encuentra en muchos productos para el alivio de los síntomas de la gripe, incluyendo sprays nasales, gotas, tabletas y jarabes.

### Descripción
Agente simpaticomimético con efecto selectivo α-adrenérgico de forma directa, y de forma indirecta libera noradrenalina de sus depósitos a nivel de la terminaciones nerviosas, produciendo vasoconstricción de las arterias de la mucosa nasal y conjuntiva, activación del músculo responsable de la dilatación de la pupila y vasoconstricción sistémica arterial.

## Farmacocinética

### Vías de administración
Las vías de administración de la fenilefrina son:
1. Vía oral: la dosis usual de fenilefrina oral para adultos es de 10 a 20 mg cada 4 horas, no superando los 60 mg en 24 horas. En niños de 6 a 12 años, la dosis es de 5 mg cada 4 horas, no superando los 20 mg en 24 horas. En niños menores de 6 años, la dosis se ajusta a juicio médico.
2. Vía intranasal: la dosis usual de fenilefrina intranasal para adultos y niños mayores de 12 años es de 0.25 a 0.5 % de solución, administrada como una o dos pulverizaciones en cada fosa nasal, cada 4 horas, no superando las 3 dosis en 24 horas. En niños menores de 12 años, la dosis se ajusta a juicio médico.
3. Vía intravenosa: la dosis usual de fenilefrina intravenosa para la hipotensión en adultos es de 100 a 180 mcg/minuto, ajustada según la respuesta hemodinámica. En niños, la dosis se ajusta a juicio médico.
4. Vía tópica: aplicación del ungüento o gel tópico.[3]

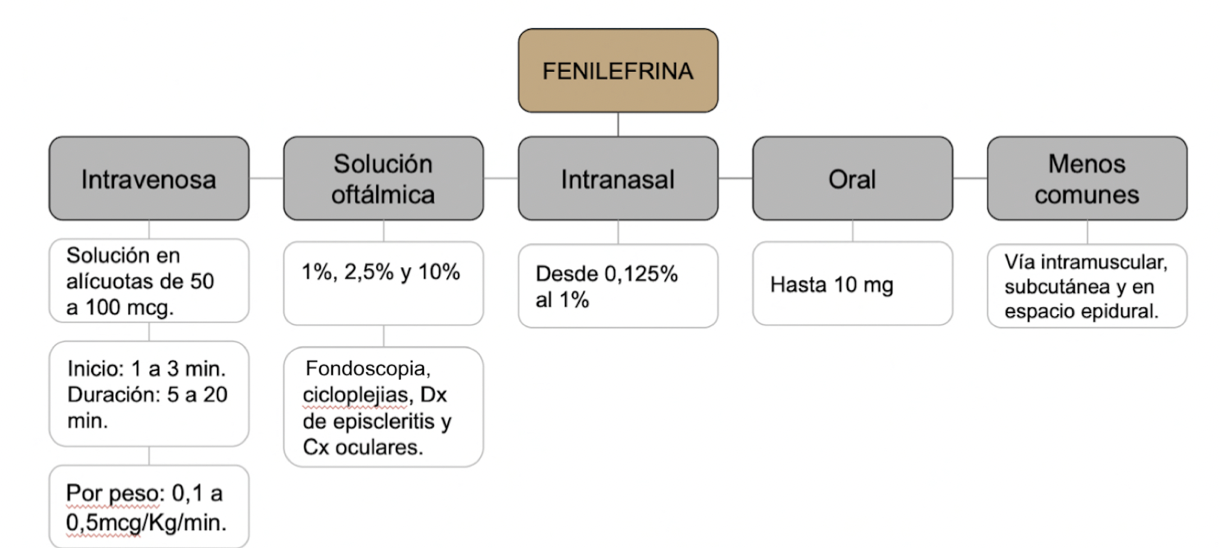

### Absorción
Ver Absorción (farmacología) y Liberación (farmacología)
La absorción de fenilefrina varía según la vía de administración: Cuando se administra por vía oral, su absorción es irregular y se metaboliza rápidamente. En el caso de la administración intravenosa, se produce un efecto vasopresor casi instantáneo que dura aproximadamente 20 minutos. Si se administra por vía intramuscular, el efecto vasopresor comienza a los 10-15 minutos y persiste durante 30 minutos a 1 hora. La inhalación de fenilefrina, en combinación con isoprenalina, provoca efectos pulmonares en pocos minutos, y estos efectos se mantienen durante 3 horas. La administración intranasal de fenilefrina proporciona un efecto descongestionante que dura entre 30 minutos y 4 horas. La solución oftálmica al 2.5 % de fenilefrina tiene un efecto midriático de aproximadamente 3 horas.

### Distribución
- Vía oral: Se ha encontrado que el volumen de distribución de la fenilefrina es de aproximadamente 200-500 l (por vía oral), con una distribución rápida en los tejidos periféricos y una penetración mínima en el cerebro.
- Vía intravenosa: Cuando se administra por vía intravenosa, la fenilefrina sigue un descenso biexponencial con una rápida distribución (con una vida media en fase α < 5 min) desde el compartimento central a los tejidos periféricos hasta órganos finales.[4]

### Metabolismo y metabolitos
Las principales vías de metabolismo de la fenilefrina son: la sulfatación y glucuronidación del grupo 3-hidroxilo y la desaminación oxidativa de la fenilefrina, y la desaminación oxidativa por la monoaminooxidasa a ácido 3-hidroximandélico (MAO) y 3-hidroxifenilglicol. A partir de los metabolitos se forman conjugados de sulfato. La penetración en el cerebro y la excreción en la leche materna parecen ser mínimas. La fenilefrina no atraviesa la placenta. Se desconoce el grado de unión a proteínas.

### Degradación
Se considera que la fenilefrina se elimina rápidamente del cuerpo y que no se acumula significativamente en el organismo. La vida media de eliminación de la fenilefrina en plasma es de aproximadamente 2 a 3 horas en individuos sanos. No obstante, esto puede variar dependiendo de factores como la edad, la función hepática y renal, además de la presencia de otras enfermedades o medicamentos que puedan afectar su eliminación.  
La eliminación de la fenilefrina del cuerpo ocurre principalmente a través de la metabolización hepática y la excreción renal. La Fenilefrina y sus metabolitos son excretados principalmente en la orina.

## Farmacodinámica

### Mecanismo de Acción

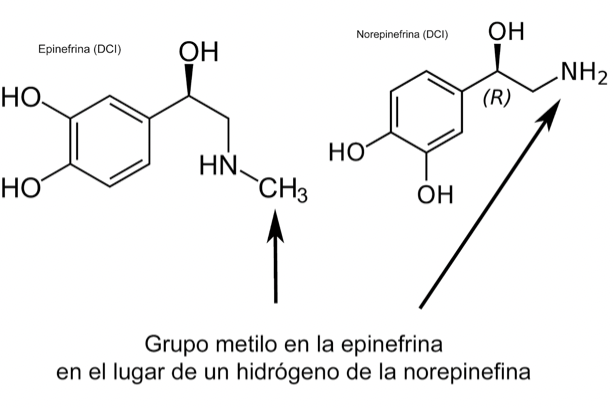

La fenilefrina es una amina simpaticomimética de acción directa que actúa como agonista receptor α1A adrenérgico. La estructura química está relacionada con la adrenalina y la efedrina, y posee propiedades vasoconstrictoras cuando se administra por vía intravenosa o se aplica directamente a las membranas mucosas. Otros efectos son:
Aumento del gasto cardíaco: La fenilefrina aumenta el gasto cardíaco debido a que aumenta la precarga.
Aumento de la perfusión final: Esto se debe a que la fenilefrina contrae las arterias, lo que aumenta la presión en el sistema arterial. Este aumento de la presión obliga a que salga más sangre hacia los tejidos, lo que mejora el suministro de oxígeno.
Disminución de la frecuencia cardiaca: La fenilefrina puede aumentar la poscarga. La poscarga es la resistencia que tiene que vencer el corazón para bombear sangre fuera de los ventrículos. Si la poscarga es demasiado alta, es posible que el corazón no pueda bombear suficiente sangre, lo que puede provocar una disminución del gasto cardíaco.
Los efectos de la fenilefrina en el sistema vascular están mediados por la liberación de iones de calcio intracelulares. Cuando la fenilefrina se une a los receptores alfa-1a, activa una proteína G,lo que activa la vía de fosforilación dependiente de la fosfolipasa C, hidroliza el fosfatidilinositol 4,5 bifosfato (pip2) para generar segundos mensajeros: fosfatidilinositol 1,4,5 trifosfato (IP3) y diacilglicerol (DAG), al IP3 unirse a los receptores citoplasmáticos, provoca la liberación de iones de calcio del retículo endoplásmico, este aumento en los niveles de calcio causa la activación de la fosfolipasa, y la consiguiente contracción muscular.
Los efectos de la fenilefrina en la perfusión final son complejos y dependen de una serie de factores, incluida la afección subyacente del paciente, la dosis de fenilefrina y la duración del tratamiento. En general, la fenilefrina aumenta la perfusión final aumentando la presión arterial y mejorando el suministro de oxígeno a los tejidos. Sin embargo, en algunos casos, la fenilefrina también puede disminuir la perfusión final al aumentar la resistencia vascular y reducir el flujo sanguíneo a los tejidos, especialmente en pacientes con patologías cardiacas crónicas.

## Efectos principales sobre cada tejido
| Tejido              | Efectos de la Fenilefrina. |
| ------------------- | --- |
| Vasos Sanguíneos    | Vasoconstriccion periférica. |
| Corazón             | Aumento de la frecuencia cardíaca y aumento en la fuerza de contracción del corazón.                                                 |
| Vías Respiratorias  | Contracción del músculo liso en las vías respiratorias.                                                                              |
| Vejiga              | Relajación del músculo liso en la vejiga, lo que puede dificultar la micción en algunos casos.                                       |
| Pupila              | Dilatación de la pupila (midriasis).                                                                                                 |
| Glándulas Salivales | Reducción de la producción de saliva, lo que puede causar sequedad en la boca.                                                       |
| Intestino           | Contracción del músculo liso en el intestino, esto causa una disminución de la motilidad intestinal.                                 |
| Útero               | Contracción del músculo liso en el útero, por esto es utilizado para controlar el sangrado en casos de hemorragia uterina postparto. |
| Riñones             | Vasoconstricción de los vasos sanguíneos renales, esto causa una disminución del flujo sanguíneo renal y de la producción de orina.  |

Después de la administración oftálmica, la fenilefrina actúa en los receptores α1Contracción del músculo dilatador del iris, lo que produce midriasis, este efecto se aprovecha para la fondoscopia.

### subtipos de receptores α1.
| Subtipo | Ubicación                                                                     | Función | activación                                            | activación |
| α 1A    | Músculo liso vascular, glándulas salivales, hígado, riñón, cerebro            | Contrae el músculo liso vascular y aumenta la presión arterial, estimula la secreción de saliva, activa la glucogenólisis hepática         | Noradrenalina > adrenalina, sensible a la fenilefrina |            |
| α 1B    | Músculo liso vascular, glándulas salivales, corazón, riñón, células tumorales | Contrae el músculo liso vascular y aumenta la presión arterial, estimula la secreción de saliva                                            | Noradrenalina > adrenalina                            |            |
| α 1D    | músculo liso vascular, cerebro                                                | Contrae el músculo liso vascular y aumenta la presión arterial, participa en la regulación de la liberación de hormona antidiurética (ADH) | Noradrenalina = adrenalina                            |            |

## Interacciones farmacológicas
Tiene interacciones farmacológicas con otros fármacos que afectan el sistema nervioso simpático o que actúan sobre los receptores adrenérgicos. Algunas de las interacciones farmacológicas más relevantes de la fenilefrina incluyen:
- Inhibidores de la mono amino oxidasa (IMAOs): El uso concomitante de fenilefrina con IMAOs aumenta de la presión arterial, debido a la acumulación de noradrenalina y otros neurotransmisores adrenérgicos. Esto incrementa el riesgo de crisis hipertensiva y efectos cardiovasculares adversos. Se debe evitar la administración conjunta de fenilefrina y IMAOs, y se debe respetar un período de tiempo adecuado después de suspender el uso de un IMAOs, antes de iniciar la fenilefrina.
- Fármacos alfa adrenérgicos: El uso concurrente de otros fármacos con actividad simpaticomimética, como la pseudoefedrina o la efedrina, aumenta el riesgo de efectos cardiovasculares adversos, como la hipertensión arterial. Se debe tener precaución al combinar fenilefrina con otros agentes simpaticomiméticos y se recomienda consultar a un médico.
- Bloqueadores beta: La fenilefrina disminuye la eficacia de los bloqueadores beta, como el propranolol, al superar su acción bloqueadora sobre los receptores beta-adrenérgicos. Esto puede llevar a una disminución de los efectos antihipertensivos de los bloqueadores beta. Se debe tener precaución al combinar fenilefrina con bloqueadores beta y se recomienda un monitoreo cuidadoso de la presión arterial.
- Antidepresivos tricíclicos: Los antidepresivos tricíclicos, como la amitriptilina o la imipramina, pueden potenciar los efectos de la fenilefrina sobre la presión arterial y aumentar el riesgo de efectos cardiovasculares adversos. Se debe tener precaución al combinar fenilefrina con antidepresivos tricíclicos y se recomienda un monitoreo cuidadoso de la presión arterial.

## Mecanismos de tolerancia a la fenilefrina
Estos son los mecanismos por los cuales se crea la tolerancia a la fenilefrina:
1. Regulación a la baja de los receptores adrenérgicos α1: Cuando la fenilefrina se une a los receptores adrenérgicos α1, los activa, lo que provoca una serie de efectos posteriores, incluida la vasoconstricción. Con el tiempo, la exposición repetida a la fenilefrina conduce a una regulación de receptores adrenérgicos α1 a la baja. Esto significa que hay menos adrenoceptores α1 disponibles para que se una la fenilefrina, lo que reduce el efecto general de la fenilefrina.

Con la continua exposición a la fenilefrina, se produce la internalización de los receptores α1. Hay diferentes mecanismos de internalización, como la endocitosis mediada por clatrina y la endocitosis mediada por caveolina, los receptores α1 internalizados se acumulan en vesículas intracelulares llamadas endosomas.
Los endosomas pueden seguir dos caminos principales: reciclaje o degradación.
a). Reciclaje: Si el estímulo es constante, disminuye los receptores α1. Estos pueden ser transportados de regreso a la membrana celular para su reutilización en futuras respuestas celulares.
b). Degradación: los endosomas se fusionan con lisosomas, orgánulos celulares que contienen enzimas digestivas, para la degradación de los receptores.
La internalización y degradación continua de los receptores α1 inducidas por la fenilefrina conduce a cambios a largo plazo en la cantidad de receptores presentes en la membrana celular. Esto lleva a una disminución en la respuesta celular a la fenilefrina, lo que se conoce como tolerancia.
Se muestra un esquema donde se ilustran ambas vías de los endosomas
1. Inducción de la degradación enzimática de la fenilefrina: La fenilefrina es metabolizada por la enzima monoamino oxidasa (MAO). La exposición repetida a la fenilefrina conduce a la inducción de MAO, lo que significa que se produce más MAO esto se traduce en un aumento del metabolismo de la fenilefrina, lo que reduce la cantidad de fenilefrina disponible para hacer efecto.[5]

## Indicaciones y Contraindicaciones
| Vías de administración.    | Indicaciones                                | Contraindicaciones. |
| Conjuntival                | Midriatico, descongestionante ocular        | Hipersensibilidad al componente, glaucoma de ángulo estrecho. |
| Oral.                      | Medicación sintomática del resfriado común. | Se puede presentar bradicardia refleja y efectos sobre el snc. contraindicado en embarazo y lactancia, precaución en hipertensos, enfermedad cardiovascular con o sin arritmia, enfermedad cerebrovascular o síndrome orgánico cerebral, hipertiroidismo o con hiperplasia prostática benigna. No administrar simultáneamente con IMAO. |
| Intramuscular - Subcutánea | Tratamiento de estados hipotensivos.        | Hipersensibilidad, pacientes hipertensión grave e hipertiroidismo, pacientes con enfermedad cardiovascular preexistente como cardiopatías, arritmias, aterosclerosis, pacientes con diabetes mielitus, pacientes con glaucoma, causa dolor de angina en pacientes con anginas de pecho.                                                 |

### Efectos Adversos
Para la evaluación de las reacciones adversas (RAM) se tendrán en cuenta los criterios de la CIOSM.
| Reacciones adversas a fenilefrina |                 |                                |
| Sistema implicado                 | Grupo CIOSM     | Tipo de reacción               |
| sistema cardiovascular            | Muy frecuentes  | Aumento de la presión arterial |
| sistema cardiovascular            | Frecuentes      | palpitaciones                  |
| sistema cardiovascular            | Poco frecuentes | taquicardia                    |
| sistema cardiovascular            | Poco frecuentes | hipertensión                   |
| sistema cardiovascular            | Raros           |                                |
| sistema cardiovascular            | Muy raros       | arritmias cardiacas            |
| sistema nervioso                  | Muy frecuentes  | nerviosismo                    |
| sistema nervioso                  | Frecuentes      | dificultad para dormir         |
| sistema nervioso                  | Frecuentes      | dolor de cabeza                |
| sistema nervioso                  | Poco frecuentes | ansiedad                       |
| sistema nervioso                  | Raros           | temblores                      |
| sistema nervioso                  | Raros           | mareos                         |
| sistema nervioso                  | Muy raros       | crisis ansiosa                 |
| sistema gastrointestinal          | Muy frecuentes  | sequedad en la boca            |
| sistema gastrointestinal          | Frecuentes      | malestar estomacal             |
| sistema gastrointestinal          | Poco frecuentes | náuseas                        |
| sistema gastrointestinal          | Poco frecuentes | vómitos                        |
| sistema gastrointestinal          | Raros           |                                |
| sistema gastrointestinal          | Muy raros       |                                |
| reacciones alérgicas              | Muy frecuentes  |                                |
| reacciones alérgicas              | Frecuentes      |                                |
| reacciones alérgicas              | Poco frecuentes |                                |
| reacciones alérgicas              | Raros           | dificultad para respirar       |
| reacciones alérgicas              | Raros           | hinchazón de las vías aéreas   |
| reacciones alérgicas              | Muy raros       | anafilaxis                     |
| reacciones alérgicas              | Muy raros       | urticaria                      |
| reacciones alérgicas              | Muy raros       | picazón                        |

### Sobredosis
La sobredosis de fenilefrina puede ocurrir cuando alguien toma más de la dosis recomendada del medicamento. Esto puede suceder accidentalmente, si alguien toma varias dosis del medicamento pensando que aún no lo ha hecho o también puede suceder intencionalmente, como si alguien está tratando de drogarse.
Los síntomas de una sobredosis de fenilefrina pueden variar según la cantidad de medicamento que se haya tomado. Una sobredosis leve puede causar síntomas como dolor de cabeza, mareos, aumento de la frecuencia cardíaca y sudoración. Una sobredosis más grave puede causar síntomas como convulsiones, pérdida del conocimiento e incluso la muerte.

### Presentaciones
Ver Forma galénica.
Por sus propiedades fisicoquímicas y requisitos de conservación, entre los excipientes habituales para este producto nos podemos encontrar con los siguientes:
Todas las presentaciones de Fenilefrina son medicamentos compuestos; antigripales, antialérgicos,
Dentro de sus presentaciones se encuentran:
- Aerosol nasal: (100 ml de solución contienen: fenilefrina HCL, 500 mg) SOLVAY-PHARMA
- Aerosol: (en combinación con isoprenalina) ALDO-UNION
- Jarabe:(Por 5 ml de jarabe: clorhidrato de fenilefrina, 5 mg; clorhidrato de difenhidramina, 5 mg; maleato de clorfeniramina, 0,75 mg.) ALDO-UNION
- Polvo en sobre: (Cada sobre de 5 g contiene: paracetamol 500 mg; maleato de clorfenamina, 2 mg; clorhidrato de fenilefrina, 7,5 mg; bromhidrato de dextrometorfano, 10 mg; ácido ascórbico (vitamina C), 200 mg.) ROCHE
- Endonasal: (cada 100 gramos contienen: bacitracina-zinc, 50.000 UI; sulfato de neomicina, 0,5 g (equivalente a 3,5 mg de neomicina base); prednisolona (DCI), 0,30 g; clorhidrato de fenilefrina, 0,25 g; clorbutol, 0,80 g; eucaliptol, 0,20 g; esencia de niaulí, 0,20 g; colesterina, 1,2 g) ROCHE
- Grageas y polvo.(Clorfeniramina maleato, paracetamol, fenilefrina,cafeína y ácido ascórbico) FARDI[6]

## Controversias
En la actualidad existen controversias acerca del uso de venta libre debido a que con frecuencia puede tener efectos secundarios, como aumento de la presión arterial, palpitaciones, temblores y nerviosismo, en personas con enfermedades concomitantes; Por esta razón, se recomienda que las personas que sufren de hipertensión arterial, enfermedades cardiovasculares o enfermedades tiroideas consulten a un médico antes de usar cualquier producto que contengan fenilefrina.